# ジェフリー・ウルマン
ジェフリー・デイヴィッド・ウルマン（Jeffrey David Ullman、1942年11月22日 - ）は、計算機科学者で、スタンフォード大学の教授。コンパイラ、計算理論、データ構造、データベースについての教科書を書いており、各分野の標準とみなされている。

## 学生時代と経歴
1963年、コロンビア大学にて応用数学の学士号を取得。1966年、プリンストン大学にて電気工学のPh.D.を取得。その後数年間、ベル研究所に勤務。1969年から1979年までプリンストンで教授を務めた。1979年からはスタンフォード大学で教授を務め、現在は名誉教授。
ウルマンの研究分野はデータベース理論、データ統合、データマイニング、情報基盤を使った教育などである。彼はデータベース理論の分野を確立した1人であり、指導した学生からはデータベース理論の主要な研究者が多く輩出されている。Google創業者の1人セルゲイ・ブリンもウルマンの指導を受けた。

## 受賞歴
1995年、Association for Computing Machinery (ACM) のフェローに選ばれ、同学会から1996年にSIGMOD貢献賞とSIGMOD最優秀論文賞を、2006年にSIGMODエドガー・F・コッド革新賞をそれぞれ受賞。2000年にはクヌース賞を受賞。2010年にはジョン・ホップクロフトと共に「オートマトンと言語理論の基礎を築き、理論計算機科学に多くの独創的貢献をしたことに対して」IEEEフォン・ノイマンメダルを受賞した。2017年C&C賞受賞。

## 著作
- Database Systems: The Complete Book (with H. Garcia-Molina and J. Widom), Prentice-Hall, Englewood Cliffs, NJ, 2002.
- Introduction to Automata Theory, Languages, and Computation, (with J. E. Hopcroft and R. Motwani), Addison-Wesley, Reading MA, 1969, 1979, 2000.
  - 言語理論とオ-トマトン、サイエンス社、1971年
  - オ-トマトン言語理論計算論、サイエンス社、1984年（全2巻）
- Elements of ML Programming, Prentice-Hall, Englewood Cliffs, NJ, 1993, 1998.
  - プログラミング言語ML、アスキー、1996年
- A First Course in Database Systems (with J. Widom), Prentice-Hall, Englewood Cliffs, NJ, 1997, 2002.
- Foundations of Computer Science (with A. V. Aho), Computer Science Press, New York, 1992.C edition, 1994.
- Principles of Database and Knowledge-Base Systems (two volumes), Computer Science Press, New York, 1988, 1989.
- Compilers: Principles, Techniques, and Tools (with A. V. Aho and R. Sethi), Addison-Wesley, Reading MA, 1977, 1986.
  - コンパイラ-原理・技法・ツール、第2版、サイエンス社、2009年
- Computational Aspects of VLSI, Computer Science Press, 1984
  - VLSI計算の諸側面 VLSI設計のための理論とアルゴリズム、近代科学社、1990年
- Data Structures and Algorithms (with A. V. Aho and J. E. Hopcroft), Addison-Wesley, Reading MA, 1983.
  - データ構造とアルゴリズム（情報処理シリーズ）、培風館、1987年
- Principles of Compiler Design (with A. V. Aho), Addison-Wesley, Reading, MA, 1977.
  - コンパイラ（情報処理シリーズ）、培風館、1986年
- Fundamental Concepts of Programming Systems, Addison-Wesley, Reading MA, 1976.
  - プログラミングシステムの基礎、培風館、1981年
- The Design and Analysis of Computer Algorithms (with A. V. Aho and J. E. Hopcroft), Addison-Wesley, Reading MA, 1974.
  - アルゴリズムの設計と解析、サイエンス社、1977年